# 草酸铷
草酸铷是铷的草酸盐，化学式为Rb2C2O4。

## 制备及性质
草酸和碳酸铷在水溶液中反应，生成草酸铷，从其水溶液中可以析出一水合物。
H2C2O4 + Rb2CO3 → Rb2C2O4 + H2O + CO2↑
草酸铷受热可以分解，生成碳酸铷。草酸铷和草酸可以在水溶液反应并中析出酸式盐RbH3(C2O4)2·2H2O或RbHC2O4。